# 多琳·凡內坎普
多琳·凡內坎普（Doreen Vennekamp，1995年4月5日—）生於德國黑森格爾恩豪森，是一名德國射擊運動員，主攻手槍項目，曾獲得2018年世界射擊錦標賽女子25公尺手槍季軍。

## 外部連結
- ISSF （页面存档备份，存于）